# Хюльгюзи (деревня)
Хю́льгюзи (Фю́льгюзи) (фин. Hylkysi) — упразднённая деревня на территории Клопицкого сельского поселения Волосовского района Ленинградской области, ныне — одноимённое урочище к югу от деревни Горки на берегу озера Хюльгюзи.

## История
Согласно 2-й ревизии (1748 год) Копорского уезда деревня Гулкино была разделена между владениями генерала и кавалера Семёна Григорьевича Нарышкина и его племянника подполковника драгунского полка Василия Васильевича Нарышкина с одной стороны и владениями генерал-майора и государственной статс-конторы президента Петра Михаловича Шипова. В деле указано, что Пётр Михайлович Шипов получил среди прочих деревень часть деревни Гулкино во владение в 1743 году из вотчин Семёна Григорьевича Нарышкина. Согласно ревизии в половине Нарышкиных проживало 22 жителя мужского пола, а в половине Шипова — 11 жителей мужского пола.
Деревня Гулкино Фюлгизи тож была приобретена 1 декабря 1767 года коллежским асессором Александром Фёдоровичем Голубцовым у мичмана морского корабельного флота Ивана Петровича Шипова за 1300 рублей. Деревня расположена на берегу озера Гулковскова и приписана к Смолковской мызе Копорского уезда.
На карте Санкт-Петербургской губернии Я. Ф. Шмидта 1770 года, рядом с озером упоминаются две деревни: Гюлкиза и Новые Гюлкизи.
Деревня Больгузи из 8 дворов упоминается на «Топографической карте окрестностей Санкт-Петербурга» Ф. Ф. Шуберта 1831 года.
Деревня Фюльгузи обозначена на карте Санкт-Петербургской губернии Ф. Ф. Шуберта 1834 года.

ФИЛЬГУЗИ — деревня принадлежит полковнику Голубцову, число жителей по ревизии: 23 м. п., 25 ж. п. (1838 год)

В пояснительном тексте к этнографической карте Санкт-Петербургской губернии П. И. Кёппена 1849 года она записана как деревня Hylkysi (Новоселье, Хюлькуси, Фюльгизи) и указано количество её населения на 1848 год: савакотов — 5 м. п., 12 ж. п., всего 17 человек.
Согласно 9-й ревизии 1850 года село называлось Фюльгиз и принадлежало помещице Екатерине Дмитриевне Голубцовой.

ФИЛЬГЮЗИ — деревня наследников Голубцовых, по просёлочной дороге, число дворов — 7, число душ — 25 м. п. (1856 год)

Согласно 10-й ревизии 1856 года деревня называлась Фюльгизь и также принадлежала помещице Екатерине Дмитриевне Голубцовой.

ФИЛЬГЮЗИ (СТАРОЕ ГУЛЬКИНО) — деревня владельческая при колодцах, по Самрянской дороге по левую сторону, в 47 верстах от Петергофа, число дворов — 8, число жителей: 20 м. п., 25 ж. п. (1862 год)

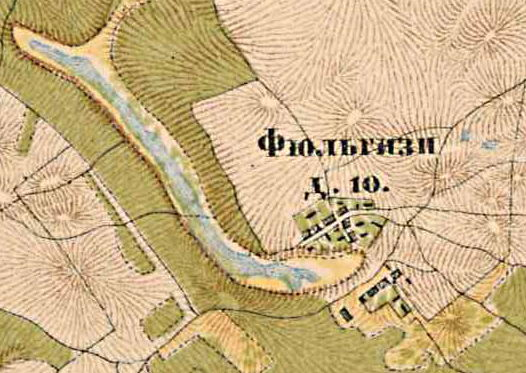
План деревни Хюльгюзи. 1885 год

В 1885 году деревня насчитывала 10 дворов.
В конце XIX — начале XX века деревня административно относилась к 1-му стану Петергофского уезда Санкт-Петербургской губернии. Население деревни было исключительно финским.
По данным «Памятной книжки Санкт-Петербургской губернии» за 1905 год деревня принадлежала Хюльгюзевскому сельскому обществу Губаницкой волости, 4-го земельного участка, 2-го стана Петергофского уезда.
К 1913 году количество дворов увеличилось до 14, а деревня называлась Хюльгизи.
Жители деревни принадлежали лютеранскому приходу церкви Святого Иоанна Крестителя в Губаницах.
Согласно данным переписи населения СССР 1926 года в деревне Хюльгюзи Везиковского сельсовета Губаницкой волости Троцкого уезда проживали 58 человек — большинство финны-ингерманландцы, а также эстонцы и русские.

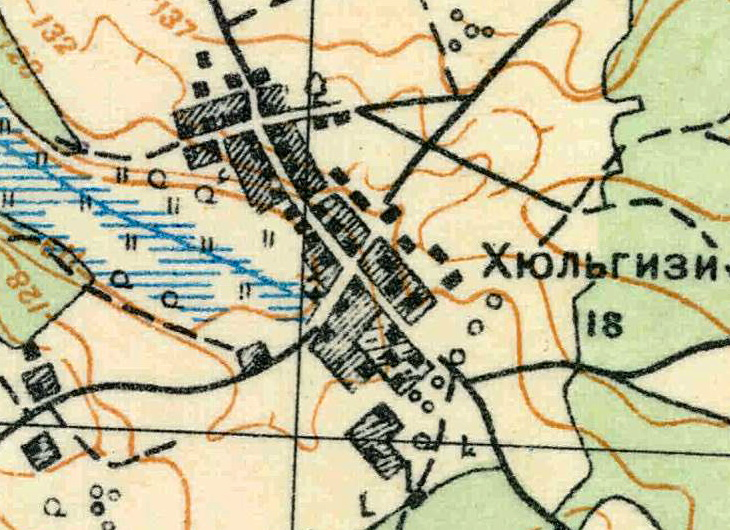
План деревни Хюльгюзи. 1931 год

Согласно топографической карте 1931 года деревня называлась Хюльгизи и насчитывала 18 крестьянских дворов.
По административным данным 1933 года деревня называлась Хюльгиза и входила в состав Горского сельсовета Волосовского района.
В 1940 году население деревни составляло 127 человек.
24 января 1944 года деревня Хюльгюзи была освобождена войсками Ленинградского фронта.
В 1954 году население деревни составляло 4 человека.

### Административное подчинение
В 1917—1922 годах деревня входила в Горский сельсовет Губаницкой волости Петергофского уезда.
В 1922—1923 годах — в Везиковский сельсовет.
В 1923—1927 годах деревня входила в Везиковский сельсовет Губаницкой волости Гатчинского уезда.
В период с февраля по август 1927 года — в Везиковский сельсовет Венгиссаровской волости.
В период с августа 1927 года по 1928 год — в Везиковский сельсовет Волосовского района Ленинградского округа.
В 1928—1930 годах — в Горский сельсовет.
В 1930—1935 годах — в Горский сельсовет Волосовского района Ленинградской области.
В 1935—1940 годах деревня входила в Горский сельсовет Волосовского района Кингисеппского округа.
В 1940—1954 годах деревня входила в Горский сельсовет Волосовского района Ленинградской области.
С 1941 по 1944 год находилась в немецкой оккупации. Деревня была освобождена от немецко-фашистских оккупантов 24 января 1944 года.
В период 1954—1957 годов деревня входила в Губаницкий сельсовет Волосовского района.
По данным на 1958 год население в деревне отсутствовало.
В мае 2019 года Губаницкое и Сельцовское сельские поселения вошли в состав Клопицкого сельского поселения.

## Фото

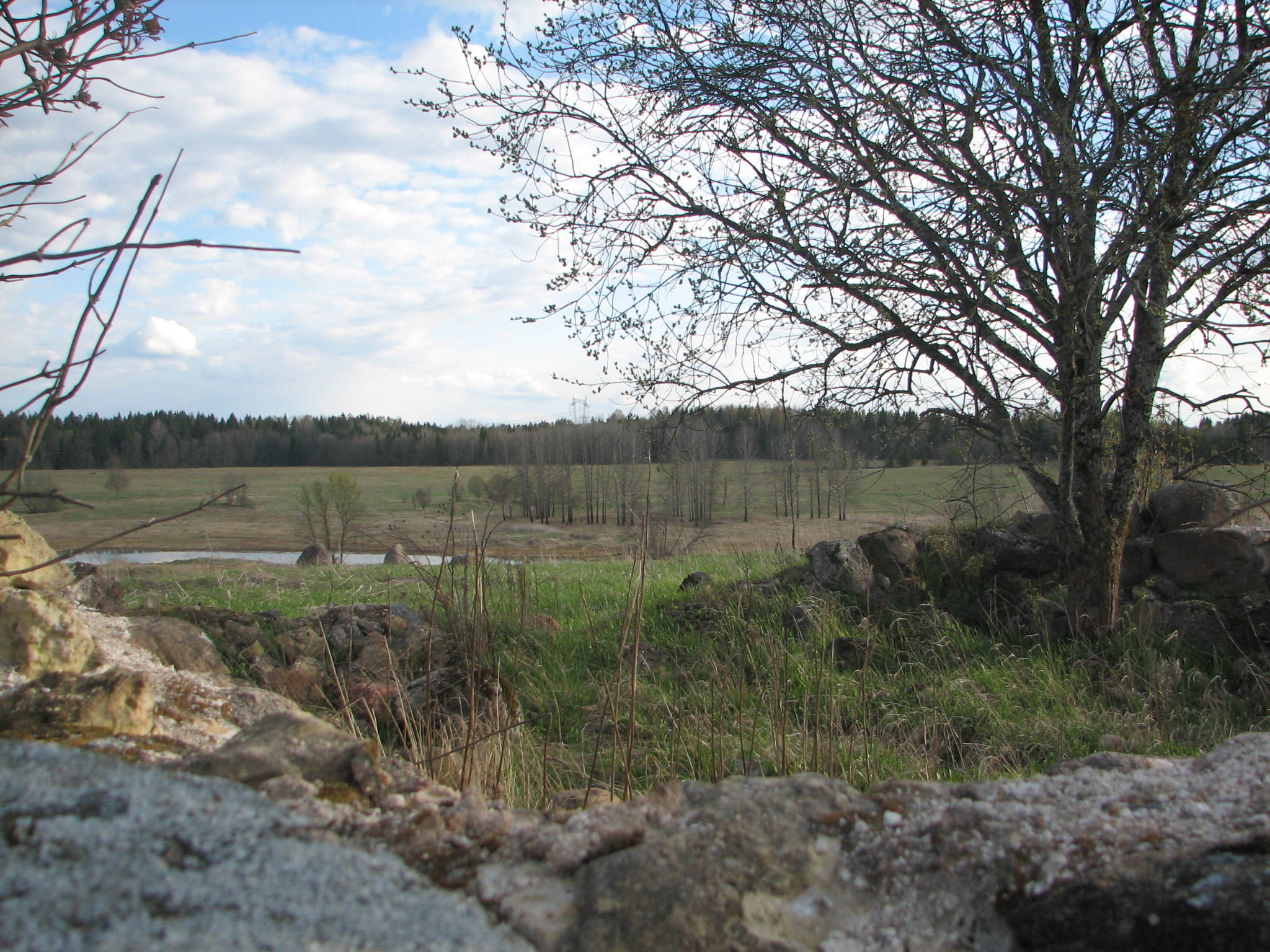
Остатки фундамента около озера. Май 2007 года

Возле развалин деревни Хюльгюзи находится можжевёловая пустошь.